# Цымбал, Василий Тимофеевич
Василий Тимофеевич Цымбал (январь 1916, Кролевец, Черниговская губерния — 1 ноября 1943, Героевское) — советский военнослужащий, участник Великой Отечественной войны, Герой Советского Союза (1943).

## Биография
Родился в январе 1916 года в городе Кролевец (ныне Сумской области) в крестьянской семье. Окончил 5 классов средней школы. Воспитанник детской трудовой коммуны имени Ф. Э. Дзержинского вблизи Харькова, которой руководил А. С. Макаренко, куда попал после неудачных попыток устроиться на работу.
В Военно-Морском Флоте с 1942 года. Участник Великой Отечественной войны с 1942 года.
Командир отделения 613-й отдельной штрафной роты Черноморского флота Василий Цымбал в ночь на 1 ноября 1943 года в составе морского десанта высадился в районе посёлка Эльтиген. Вступив в единоборство с вражескими танками, гранатами подорвал один из них. В этом бою он погиб.
Указом Президиума Верховного Совета СССР от 17 ноября 1943 года за образцовое выполнение боевых заданий командования на фронте борьбы с немецко-фашистскими захватчиками и проявленные при этом мужество и героизм главному старшине Цымбалу Василию Тимофеевичу присвоено звание Героя Советского Союза.
Награждён орденом Ленина.

## Память
В городе Кролевец на зданиях школ № 1 и № 7, в которых учился В. Т. Цымбал, установлены мемориальные доски. У памятного знака погибшим горожанам в Кролевце Герою установлена мемориальная плита. Его именем названа улица в Кролевце и городе-герое Керчи.